# FC Ultramarina
Futebol Club Ultramarina (kurz FC Ultramarina) ist ein kapverdischer Fußballverein aus Tarrafal auf der Insel São Nicolau, Kap Verde.

## Geschichte
Der Verein wurde 1966 in Tarrafal auf der Insel São Nicolau gegründet.

## Erfolge
- São-Nicolau-Meister: 1995/96, 1998/99, 2000/01, 2002/03, 2003/04, 2005/06, 2006/07, 2008/09, 2010/11, 2012/13, 2014/15
- São-Nicolau-Pokal: 2012/13[1]
- São-Nicolau-Super-Pokal: 2005/06
- São-Nicolau-Offening: 2001/02, 2013/14

## Vereinspräsidenten
| Präsident          | Nationalität | Ära              |
| ------------------ | ------------ | ---------------- |
| Alexandre Ramos    | Kap Verde    | ?-Oktober 2015   |
| Marineida da Graça | Kap Verde    | auf Oktober 2015 |